# Замак Егесков
Замак Егесков (дан. Egeskov Slot) се налази на јужном делу острва Фунен у Данској. Овај замак је најочуванији замак окружен водом из времена ренесансе. Замак је саградио Франдс Брокенхус 1554. године. Замак је саграђен на храстовим темељима и налази се на језеру чија је максимална дубина пет метара. Према легенди била је потребна цела храстова шума за градњу, па према томе и име Егесков (храстова шума).